# توماس هاريس
توماس هاريس (بالإنجليزية: Thomas Harris)‏ روائي ومؤلف وكاتب سيناريو أمريكي من مواليد 11 أبريل 1940 في جاكسون، تينيسي. اشتهر بكونه مؤلف شخصية هانيبال ليكتر وسلسلة الروايات التي حملت شخصيته مثل:صمت الحملان - التنين الأحمر - هانيبال والتي تحولت جميعها بعد ذلك الي سلسلة أفلام ومسلسلات شهيرة .

## السيرة الذاتية
ولد في 11 أبريل 1940 في جاكسون، تينيسي - الولايات المتحدة . والتحق بجامعة بايلور بتكساس .

## مؤلفاته
- الأحد الأسود (1975)
- التنين الأحمر (1981)
- صمت الحملان (1988)
- هانيبال (1999)
- تمرد هانيبال (2006)

## وصلات خارجية
- توماس هاريس على موقع IMDb (الإنجليزية)
- توماس هاريس على موقع مونزينجر (الألمانية)
- توماس هاريس على موقع ألو سيني (الفرنسية)
- توماس هاريس على موقع ميوزك برينز (الإنجليزية)
- توماس هاريس على موقع أول موفي (الإنجليزية)
- توماس هاريس على موقع قاعدة بيانات الأفلام السويدية (السويدية)
- توماس هاريس على موقع إن إن دي بي (الإنجليزية)
- توماس هاريس على موقع ديسكوغز (الإنجليزية)
- توماس هاريس على موقع قاعدة بيانات الفيلم (الإنجليزية)
- توماس هاريس على موقع كينوبويسك (الروسية)

- الموقع الإلكتروني